# 이매리 (1903년)
이매리(李梅利, 1903년 1월 23일 ~ 1983년 12월 3일)는 대한민국의 정치인, 사회운동가이다. 남편인 이원순은 김대중의 부인인 이희호의 외삼촌이다.

## 약력
- 범태평양 동남아세아여성협회 부회장
- 한국독립당 여성행정특임위원
- 자유당 특임촉탁위원
- 5ㆍ16 민족상 운영관리협회 부이사장
- 민주공화당 여성행정위원
- 민주공화당 부녀분과위원장
- UN총회 대한민국 대표
- 대한민국 국제여성단체협회 회장
- 신민당 특임촉탁위원
- 대한적십자사 부총재

## 학력
- 1929년 미국 하와이 주립대학교 법학과 학사

### 명예 박사 학위
- 미국 텍사스 비숍 대학교 명예 인도주의인문과학 박사
- 이화여자대학교 명예 문학박사

## 역대 선거 결과
| 실시년도 | 선거  | 대수 | 직책     | 선거구 | 정당       | 득표수      | 득표율         | 순위        | 당락 | 비고 |
| -------- | ----- | ---- | -------- | ------ | ---------- | ----------- | -------------- | ----------- | ---- | ---- |
| 1967년   | 총선  | 7대  | 국회의원 | 전국구 | 민주공화당 | 5,494,922표 | \| \| 50.6% \| | 전국구 22번 |      | 초선 |
|          | 50.6% |      |          |        |            |             |                |             |      |      |